# Straßlach-Dingharting
Straßlach-Dingharting este o comună din districtul München, regiunea administrativă Bavaria Superioară, landul Bavaria, Germania.

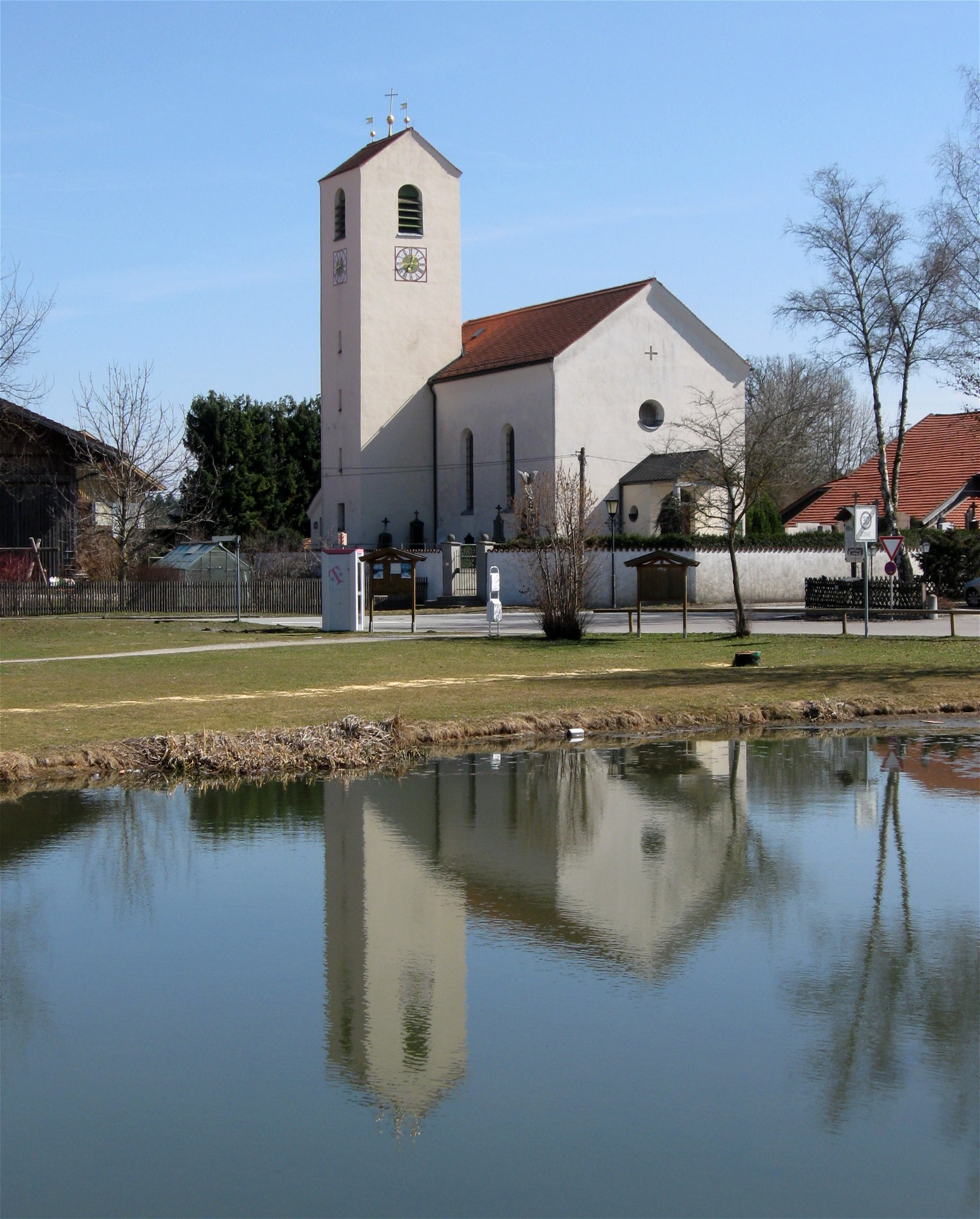
Strasslach-Dingharting
(Biserica St.Peter und Paul)